# Mohori (Kambodscha)
Mohori ist ein Ensembletyp der traditionellen kambodschanischen Musik, der aus einer festgelegten Anzahl von Saiteninstrumenten, verschiedenen Trogxylophonen (roneat) und Trommeln besteht. Das einzige kambodschanische Instrumentalensemble, das keine religiöse Funktion besitzt, spielt bei Festveranstaltungen, zur Begleitung von Volkstänzen und zur allgemeinen Unterhaltung ein Repertoire, das ebenfalls mohori genannt wird. Im Unterschied zum höfischen pin peat-Ensemble kommen beim mohori mehrere Streichinstrumente (tro) und Flöten (khloy) vor, jedoch keine Gongkreise (kong thom) und keine Kegeloboen (sralai).

## Musikalisches Umfeld
Um die Mitte des 1. Jahrtausends n. Chr. stand der Chenla-Staatenverbund auf dem Gebiet des heutigen Kambodscha durch Handelsverbindungen in Kontakt mit der indischen Kultur, erhielt von dort den Hinduismus und den Buddhismus als jahrhundertelang praktizierte Staatsreligion. Vom indischen Einfluss ist heute jedoch in der Spielweise und im Instrumentarium der kambodschanischen Musik fast nichts mehr erkennbar. Wesentlich für die Geschichte war die Vereinigung Chenlas unter Jayavarman II. um 802 zum Reich der Khmer mit der Hauptstadt Angkor, was eine kulturelle Blütezeit ermöglichte, die im 15. Jahrhundert mit der Machtübernahme durch Siam zu Ende ging. Die Zeit bis ins 19. Jahrhundert war durch politische Instabilität geprägt und die Musiktradition, die praktisch nur noch auf dörflicher Ebene gepflegt wurde, geriet unter siamesischen Einfluss. Der größte Teil der kambodschanischen Musikinstrumente und Musikstile kommt unter gleichlautenden Namen auch in Thailand vor. Das mohori entspricht dem thailändischen Ensemble mahori. Einen stärkeren Einfluss übte die chinesische Musik aus.
Die heutige traditionelle kambodschanische Musik ist das Produkt einer zweifachen Wiederbelebung: Unter Ang Duong, der mit siamesischer Hilfe 1842 den Thron bestieg, fand eine Rückbesinnung auf die verlorengegangenen höfischen Künste des Khmer-Reiches statt. Das zweite kulturelle Wiederauferstehen seit den 1980er Jahren ist der Schreckensherrschaft der Roten Khmer geschuldet, die zwischen 1975 und 1979 alle kambodschanischen Musiker ermordeten, derer sie habhaft werden konnten, ebenso die Musikinstrumente und musikologischen Aufzeichnungen zerstörten. Die Musik wurde in dieser Zeit ausschließlich in den Exilgemeinden tradiert.
Die kambodschanischen Musikensembles unterscheiden sich in erster Linie nach ihrem Verwendungszweck und werden in Ensembles für die höfische Tanzbegleitung, für religiöse Rituale und zur Unterhaltung auf dörflicher Ebene eingeteilt. Die Musikinstrumente können zum einen nach ihrer Spielweise klassifiziert werden (gezupfte und gestrichene Saiteninstrumente, Perkussions- und Blasinstrumente), zum anderen werden sie nach ihrer Verwendung im jeweiligen Ensemble und nach ihrer Tonhöhe eingeteilt. Hoch klingende Instrumente spielen mehr Töne pro Zeiteinheit als tief klingende und – was mit der zeitlichen Dimension zusammenhängt, es gibt gewisse Instrumente, deren Aufgabe es ist, den Takt zu bestimmen. Ein Xylophon wird je nach Einordnung zu einem Schlaginstrument (kroeung damm), zu einem Teil des mohori-Ensembles (kroeung mohori) oder zu einem führenden Instrument (kroeung noam).
Mohori hat einen leichten, unterhaltenden Charakter und wird als einziges Ensemble durchweg bei säkularen Anlässen eingesetzt. Von den übrigen Ensembles ist das pin peat (in Thailand pi phat), dessen Ursprünge in der Zeit von Angkor liegen, das bekannteste. Es begleitet höfische Tänze, Theater und religiöse Zeremonien. Hier kommen die für Südostasien charakteristischen Gongkreise aus mehreren gestimmten Buckelgongs vor, die im mohori fehlen. Die waagrecht geschlagene, zweifellige Fasstrommel sampho übernimmt die rhythmische Führung.
Phleng kar steht für ein Ensemble und sein Repertoire, das bei Familienfeiern (Hausbau, Hochzeiten und anderen Übergangszeremonien) gespielt wird. In einer Besetzung kann wie beim mohori eine Flöte (khloy) dabei sein.
Arak ist das älteste Ensemble im Kambodscha, dessen Gesamtklang sich von dem der anderen Ensembles unterscheidet. Es dient zur Begleitung traditionell religiöser Rituale, darunter Besessenheitszeremonien zur Krankenheilung, die sich innerhalb des vorherrschenden Buddhismus erhalten haben. Im arak kommt noch die aus Indien stammende, seltene Stabzither kse diev vor, außerdem ein Doppelrohrblattinstrument.
Nach dem kambodschanischen Sprachforscher Saveros Pou ist das Wort mohori, Schreibvariante mahorī, eine Kurzform von manoharī, das auf den alten, nach der Angkor-Zeit verschwundenen Khmer-Ausdruck manoharā (manoharī, manoharikā) zurückgeht, der „hinreißend“, „faszinierend“, „betörend“ bedeutet. Damit wird der Charakter der mahori-Musik als vergnügliche, höfische Unterhaltung beschrieben. Ein Khmer-Ensemble namens mohori gelangte vermutlich in der Zeit des Königreichs Ayutthaya nach Thailand, wo das mahori zunächst nur aus drei Musikern mit Saiteninstrumenten und einem Sänger mit einer Klapper (krap phuang) bestand, die alle männlich waren. Später kamen andere Instrumente hinzu und das thailändische mahori war bis in die zweite Hälfte des 19. Jahrhunderts eine Domäne der Frauen. Für das in mehreren indischen Sprachen geläufige Wort mohori zur Bezeichnung eines Doppelrohrblattinstrumentes wird eine andere Etymologie vorgeschlagen.

## Spielweise

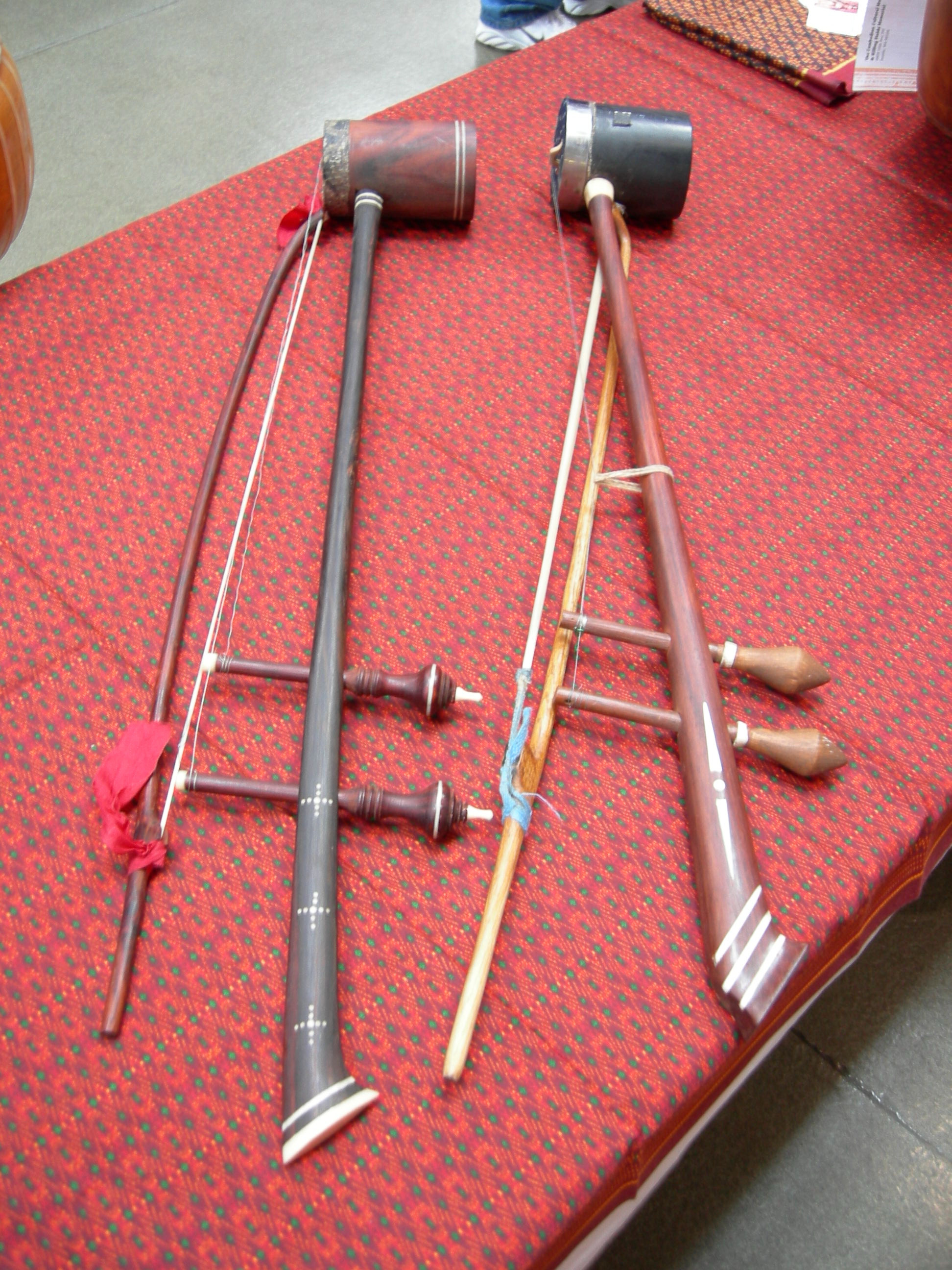
Zwei Stachelfiedeln tro so

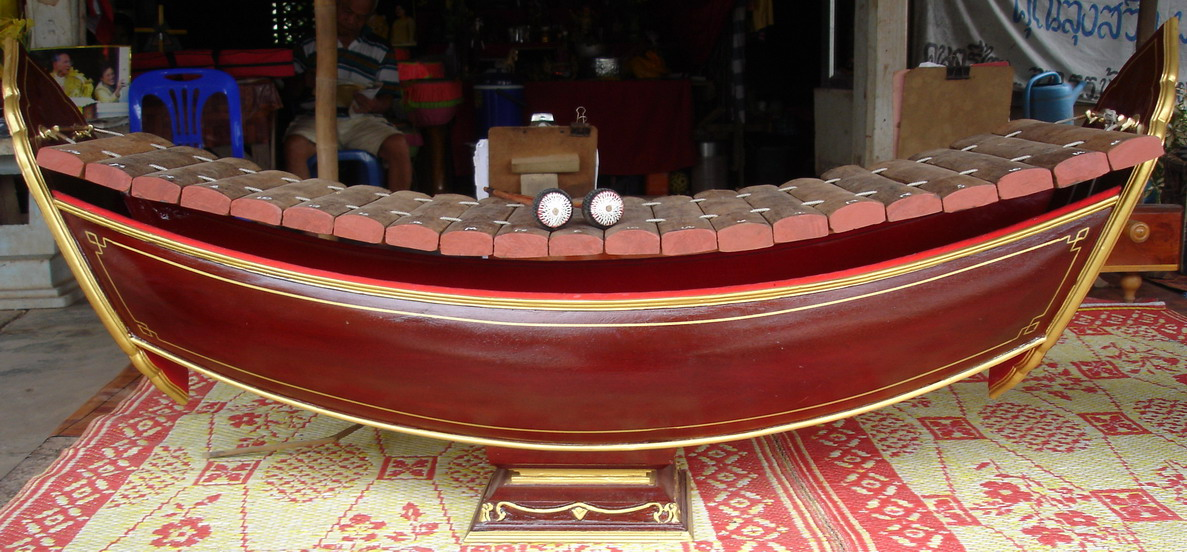
Ranat ek, die thailändische Entsprechung zum roneat ek, mit 21 hölzernen Klangstäben

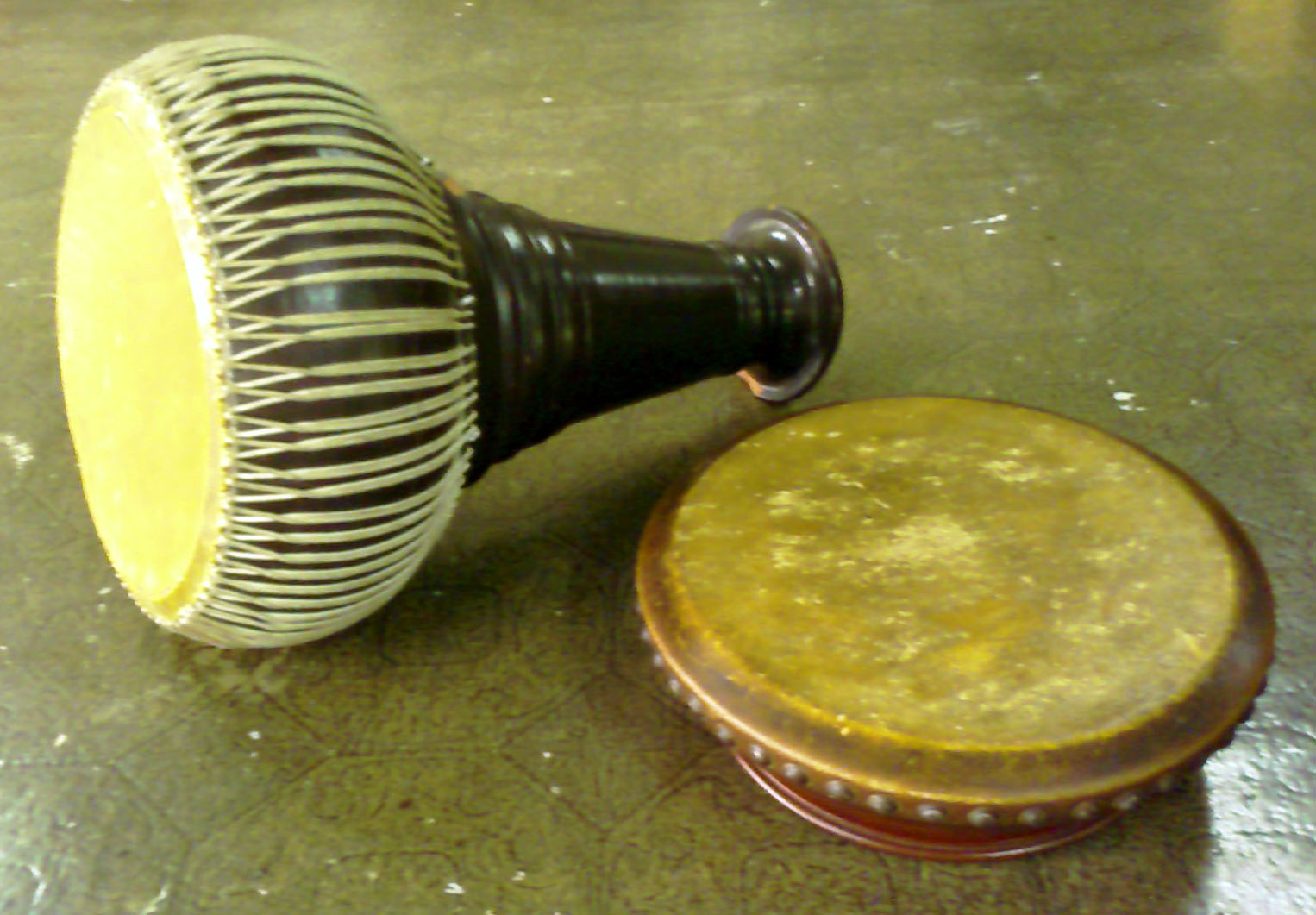
Paarweise gespielte Bechertrommel thaun und Rahmentrommel rumanea

Die Besetzung eines mohori-Ensembles ist je nach Region unterschiedlich. Wie beim pin peat bilden Xylophone, Trommeln und Klappern das rhythmische Grundgerüst. Ein typisches Ensemble beinhaltet: roneat ek, ein Xylophon mit einem bootsförmig gebogenen Resonanzkasten und 21 Klangstäben aus Hartholz oder Bambus; roneak thung, ein ähnliches, tiefer klingendes Xylophon, dessen 16 Klangstäbe horizontal liegen; die Saiteninstrumente: tror so che, eine zweisaitige, hoch klingende Spießlaute; tror so tauch, eine ebensolche Spießlaute in mittelhoher Lage; tror so thom in mitteltiefer Lage und tror u in tiefer Stimmlage. Die letztgenannte entspricht der thailändischen sor u mit einer Kokoshalbschale als Resonanzkörper, die anderen Fiedeln besitzen einen röhrenförmigen Resonator aus Holz. Hinzu kommen die Bambuslängsflöte khloy mit sechs Fingerlöchern und einem Daumenloch, die dreisaitige Zither chakhe (auch krapeu, „Krokodilzither“), im 20. Jahrhundert aus Thailand eingeführt; das aus China über Vietnam eingeführte Hackbrett khim (chim) mit 14 Doppel- oder Dreifachsaiten und eine einfellige Bechertrommel mit flachem Korpus, thaun, die zusammen mit der Rahmentrommel rumanea (rammana) geschlagen wird (thaun rumanea). Der Musiker hält die mit Kalbshaut bespannte rumanea senkrecht auf seinem linken Oberschenkel und schlägt sie mit den Fingern der linken Hand, während er die thaun mit waagrechter Membran auf seinem Schoß ruhen lässt und mit der rechten Hand schlägt. Hinzu kommen die den Takt angebenden Zimbeln ching (chhing), die aus zwei, mit einer Schnur verbundenen Bronzehalbschalen bestehen. Diese Instrumente können je nach Ausstattung des Orchesters jeweils einfach, zweifach, dreifach oder vierfach verwendet werden.
Anstelle der thaun wird gelegentlich die skor arak, eine Bechertrommel mit einem tieferen Korpus, geschlagen. Ihr Korpus besteht aus Ton oder Holz und ist mit Schlangen-, Echsen- oder Kalbshaut bespannt. Dem Namen nach wird sie hauptsächlich im arak-Ensemble eingesetzt, sie heißt auch skor dey („Tontrommel“) oder skor dai („mit der Hand gehaltene Trommel“). Die Flöte khloy, die im phleng kar und auch solistisch gespielt wird, kommt in zwei Größen vor: als kleine, hoch tönende khloy ek und als größere, tiefere khloy thomm. Wie die anderen kambodschanischen Blasinstrumente wird sie mit Zirkularatmung gespielt.
Nach einer Beschreibung des belgischen Musikers Gaston Knosp (1874–1942) war mohori um 1900 ein gegenüber dem nur von Männern gespielten „großen Theaterorchester“ pin peat ein „zarteres Frauenorchester“, das eine Kammermusik für den Fürsten spielte. Er listet etwa die gleichen Musikinstrumente (die Spießlaute tror u übersetzt er mit „Ravanastron“) und ergänzt noch eine große Langhalslaute chapey thom, die heute als chapey dang veng bekannt ist, und eine kleine, seit der Mitte des 20. Jahrhunderts verschwundene Langhalslaute chapey toch. Bechertrommel und Zimbeln fehlen in seiner Aufzählung, dafür erwähnt er eine crap-fuong genannte und später durch Zimbeln ersetzte, hölzerne Klapper (Kastagnetten). Die drei verwendeten Spießlauten ähneln den thailändischen und den chinesischen Spießlauten (yehu und erhu), von denen sie vermutlich abstammen. Nach Terry E. Miller und Sam-Ang Sam gibt es erst seit dem 20. Jahrhundert im Kambodscha zweisaitige Spießlauten. Die Instrumente kommen entsprechend auch im thailändischen mahori vor, mit Ausnahme des von seinem chinesischen Vorbild yangqin abstammenden Hackbretts khim, das in Thailand fehlt.
Die Tonskala des mohori ist pentatonisch, was auf chinesischen Einfluss zurückgeführt wird, während der ebenfalls in der kambodschanischen Musik vorkommenden heptatonischen Skala ein Ursprung in der Khmer-Tradition attestiert wird. Der Grundton in jedem mohori-Stück ist ungefähr C. Die Modi, die sich aus der pentatonischen Skala ergeben, haben keine eigenen Bezeichnungen und repräsentieren nicht, wie in der indischen Musik die Ragas, einen bestimmten Gefühlsausdruck. In der klassischen indischen Musik wird der Modus (Raga) zu Beginn des Stückes durch eine Abfolge von Intervallen eingeführt, in der kambodschanischen Musik ist die Hervorhebung einzelner Töne entscheidender für den Modus, der an seinem abschließenden Ton zu identifizieren ist. Aus den Tonfolgen, die jeder Musiker über einem feststehenden rhythmischen Muster produziert, entsteht ein heterophoner Zusammenklang.
Das mohori-Ensemble spielte früher bei höfischen Banketten und tritt weiterhin bei Festen, Jahresfesten, zur Begleitung von Volkstänzen und gleichnamigen Volkstheateraufführungen auf. Es hatte seinen festen Platz im Königspalast zur Unterhaltung der Gäste. Das Lied Maha Rik Maha Chey (Khmer, „Ruhmvoller Mondstrahl“), bei dem sich Gesangsstimme und instrumentaler Teil abwechseln, besaß eine rituelle Funktion während der Krönungszeremonie und wurde unmittelbar nachdem der König seine Machtinsignien angenommen hatte aufgeführt. Sakrava ist ein archaischer Chorgesang, der mit mohori-Begleitung ebenfalls nur während der Krönungszeremonie im Thronsaal dargeboten wurde. Mohori-Musik gehört des Weiteren zum jährlich im November am Tonle Sap gefeierten Wasserfest Bon Om Tuk, wenn in der Vollmondnacht die „Grüße an den Mond“ gesungen und orchestral begleitet werden.
Noch existente Volkstheater sind neben dem mit der thailändischen Tradition verbundenen mohori das aus Java stammende, islamisch beeinflusste yike und bassac (basak), die Khmer-Version eines chinesischen Theaterstils. Als das bassac-Theater um 1920 in der gleichnamigen Region südöstlich von Phnom Penh (heute in der namensverwandten vietnamesischen Provinz Champasak) erfunden wurde, trat die neue Theaterform mit akrobatischen Kampftänzen und chinesischen Kostümen in Konkurrenz zum beliebten yike und drängte andere Stile wie den nach der Begleitmusik mohori genannten zurück. Aus Laos stammt das Genre roam vung, heute ein Kreistanz, der von Khmer-Rockbands begleitet wird. Bei Familienfeiern (Hochzeiten, Geburtstagen) erfahren die nach wie vor eingesetzten mohori-Ensembles eine zusätzliche Konkurrenz durch billiger ausleihbare Verstärkeranlagen, mit denen von Kassetten oder CDs Popmusik abgespielt wird. Im viel gesehenen Fernsehsender CTN (Cambodia Television Network) besteht das tägliche Programm aus einer Mischung aus klassischen Tanzaufführungen mit pin peat-Begleitung, westlicher Discomusik, traditionellen Volkserzählungen, Popschnulzen als Karaoke, Coverversionen der Popstars aus den 1950er und 1960er Jahren wie Sinn Sisamouth und mohori.
Mohori als Liedgattung steht für modernisierte Volkslieder, bei denen das Orchester eine Gesangsstimme begleitet, und für die entsprechende Melodie dieser musikalischen Tradition. Die Lieder handeln von alltäglichen Dingen wie der Feldarbeit, Liebe und Trennungsschmerz. Allgemein wechseln gesungene Strophen mit instrumentalen Abschnitten. Da mohori das einzige säkulare Ensemble ist, erschien dessen Repertoire besonders geeignet für eine Erneuerung als populärer Musikstil, auch als globalisierte Stilmischung mit der westlichen Pop- und Rockmusik.
Bei Hochzeiten spielt ein phleng kar-Ensemble im Verlauf des Tages zwischen 20 und 30 Lieder, deren Auswahl aus dem phleng kar-Repertoire durch die Zeremonie vorgegeben ist. Manche Gruppen verwenden daneben in den Phasen zwischen den eigentlichen zeremoniellen Handlungen populäre Lieder aus dem mohori-Repertoire.

## Diskografie
- "Hang Meas (The Sacred Golden Bird)" Mohori orchestra and choirs of the Royal Palace. Smithsonian Folkways, LP 1971, Jacques Brunet: Produzent und Text Beiheft
- Cambodge. Musiques de Palais Royal (Années soixante...). Aufnahmen von 1966 und 1968 im Königspalast in Phnom Penh. Jacques Brunet: Text Beiheft. Ocora, Radio France, Paris 1994, Mohori: Titel 1–3
- The Music of Cambodia. Vol. 2: Royal Court Music. CD produziert von David Parsons. Celestial Harmonies, 1994, Mohori: Titel 8-15
- Sam-Ang Sam Ensemble: Mohori. Khmer Music from Cambodia. Latitudes, 1997